# Spring nicht
«Spring nicht» и «Don’t Jump» — песни немецкой поп-рок группы Tokio Hotel. Немецкая версия песни «Spring nicht» была выпущена вторым синглом с их второго альбома Zimmer 483. Позднее песня была переведена и перезаписана под названием «Don’t Jump» для первого англоязычного альбома группы Scream. 8 февраля 2008 года вышел видеоклип на песню «Don’t Jump», а 4 апреля она была выпущена как официальный сингл.

## Музыка и текст песни
Группа Tokio Hotel написали песню «Spring nicht»/«Don’t Jump» (с англ. — «Не прыгай»), чтобы побудить подростков искать другие решения своих проблем, помимо самоубийства. Несмотря на шумиху, вызванную клипом, вокалист Билл Каулитц, соавтор песни, утверждает, что у него никогда не возникало мыслей о самоубийстве.

## Клипы
Клип на немецкую версию песни «Spring nicht», действие которого происходит ночью, начинается с того, как вокалист Билл Каулитц в длинном чёрном кожаном пальто идёт по городу мимо мужчин, грабящих магазин, и другого мужчины, ворующего у бездомного. В то же время другая версия Билла (в штатском и без обычного макияжа) стоит на крыше многоэтажной парковки, со слезами на глазах и, по-видимому, готовая прыгнуть. Пока несколько человек замечают самоубийцу на крыше здания, никто ничего не делает, кроме второго Билла, который бросается на парковку и взбегает по лестнице. На крыше две версии смотрят друг на друга, и появляется третья версия Билла (идентичная версии-самоубийце). Эта третья версия благополучно уходит с крыши, в то время как версия-самоубийца падает со здания, а версия в длинном пальто просто исчезает, оставляя неясным, действительно ли кто-то совершил самоубийство. На протяжении всего видео показаны кадры выступления всей группы на многоэтажной парковке.
Клип на английскую версию песни «Don’t Jump» идентичен клипу на немецкоязычный оригинал «Spring nicht», однако из-за шумихи вокруг немецкого клипа в английской версии нет кадров суицидальной версии Билла, падающего со здания. Шумиха вокруг сцены самоубийства даже побудила одну из немецких новостных программ сделать репортаж о самоубийствах в музыкальных клипах. Это единственный клип Tokio Hotel, в котором Билла можно увидеть без обычного макияжа (за исключением нескольких архивных кадров, показанных в клипах на песни «An deiner Seite» и «Lass Uns Laufen/World Behind My Wall»).

## Список композиций
- CD single: Spring nicht

1. «Spring nicht» (single version) — 4:08
2. «Reden» (Unplugged video)

- CD maxi single: Spring nicht

1. «Spring nicht» (single version) — 4:08
2. «Spring nicht» (Robots to Mars remix) — 3:25
3. «In die Nacht» — 3:19
4. «483 Tourproben Outtakes» — 2:00
5. «Tokio Hotel Mediaplayer»
6. «Bildergalerie»

- DVD single: Spring nicht

1. «Spring nicht» (music video) — 4:08
2. «Spring nicht» (making of the video) — 8:03
3. «Stick ins Glück» (Unplugged «Tourproben» video) — 4:07
4. «Wir sterben neimals aus» (Unplugged «Tourproben» Video) — 2:56

1. «Studioführung Bill & Tom» (video) — 5:03

- CD single: Don’t Jump

1. «Don’t Jump» — 4:09
2. «Geh» — 4:22

## Чарты

### «Spring nicht»

#### Недельные чарты
| Чарт (2007)                     | Высшая позиция |
| ------------------------------- | -------------- |
| Австрия (Ö3 Austria Top 40)     | 7              |
| Дания (Tracklisten)             | 10             |
| Европа (Eurochart Hot 100)      | 14             |
| Франция (SNEP)                  | 9              |
| Германия (GfK)                  | 3              |
| Швейцария (Schweizer Hitparade) | 21             |
| Украина (TopHit)                | 150            |

#### Годовые чарты
| Чарт (2007)                  | Позиция |
| ---------------------------- | ------- |
| Франция (SNEP)               | 77      |
| Германия (Media Control GfK) | 89      |

### «Don’t Jump»
| Чарт (2008)                    | Высшая позиция |
| ------------------------------ | -------------- |
| Бельгия/Фландрия (Ultratop 50) | 39             |
| Нидерланды (Dutch Top 40)      | 22             |
| Нидерланды (Single Top 100)    | 9              |
| Россия (TopHit)                | 378            |
| Украина (TopHit)               | 359            |